# Freeters
freeters ist ein Kunstkollektiv mit Sitz in Deutschland, das seit 2015 gemeinsame Projekte umsetzt.
Die Themenschwerpunkte liegen dabei in den Bereichen Gemeinschaft, Nachhaltigkeit, demokratischer Kultur und in der Verbindung von Kunst, Wirtschaft und Wissenschaft.
freeters entwirft, gestaltet und baut Artefakte in den Bereichen Rooms, Objects und Workshops. Die Nutzerinnen und Nutzer sind mit ihrer Geschichte und ihren Bedürfnissen Teil des Prozesses der Konzeption.

## Der Name
Der Name freeters ist dem japanischen Begriff フリーター (furītā) angelehnt. Als Freeter werden in Japan junge Menschen bezeichnet, die keiner Vollzeitbeschäftigung nachgehen. Das freeters-Kollektiv deutet den Begriff neu: Frei agierende Einzelkünstlerinnen und -künstler bilden projektbezogen ein Kollektiv.

## Aufbau und Organisation
Die Kerngruppe besteht aus ca. 20 Personen, Künstlerinnen und Künstlern, Kulturschaffenden, Handwerkerinnen und Handwerkern (u. a. Amely Spötzl, Michael Sistig und Bernhard Zünkeler). Sie sind aktive Mitglieder des Kollektivs. Bei speziellen Projekten und Veranstaltungen beteiligen sich zusätzlich weitere freie Künstlerinnen und Künstler. freeters Hauptquartier ist eine Werkhalle mit Werkstätten, Coworkingbereich und Ateliers in Bonn. Regelmäßig finden Kooperationen mit anderen Kollektiven, Künstlergruppen und Einzelpersonen in anderen Städten und Ländern statt. Seit 2019 ist freeters als eingetragene Genossenschaft organisiert.

## Projekte (Auswahl)
- Mitarbeit an der Neugestaltung des Headquarters der Deutschen Telekom, Bonn[1]
- Detecon, Köln[2]
- Bosch Grow Start-Up Plattform, Ludwigsburg[3]
- Unbeadable Space[4]

## Art is a State of Mind
Die sechsteilige Doku-Serie Art is a State of Mind von Aljoscha Pause aus dem Jahr 2022 widmet sich im sechsten Teil der Künstlergruppe freeters.